# 沖縄県立第一高等女学校
| 沖縄県立第一高等女学校 | 沖縄県立第一高等女学校                   |
| ---------------------- | ---------------------------------------- |
| 創立                   | 1900年                                   |
| 所在地                 | 沖縄県島尻郡真和志間切安里村             |
| 初代校長               | 生駒 恭人                                |
| 廃止                   | 1945年ごろ                               |
| 後身校                 |                                          |
| 同窓会                 | 財団法人沖縄県女師・一高女ひめゆり同窓会 |

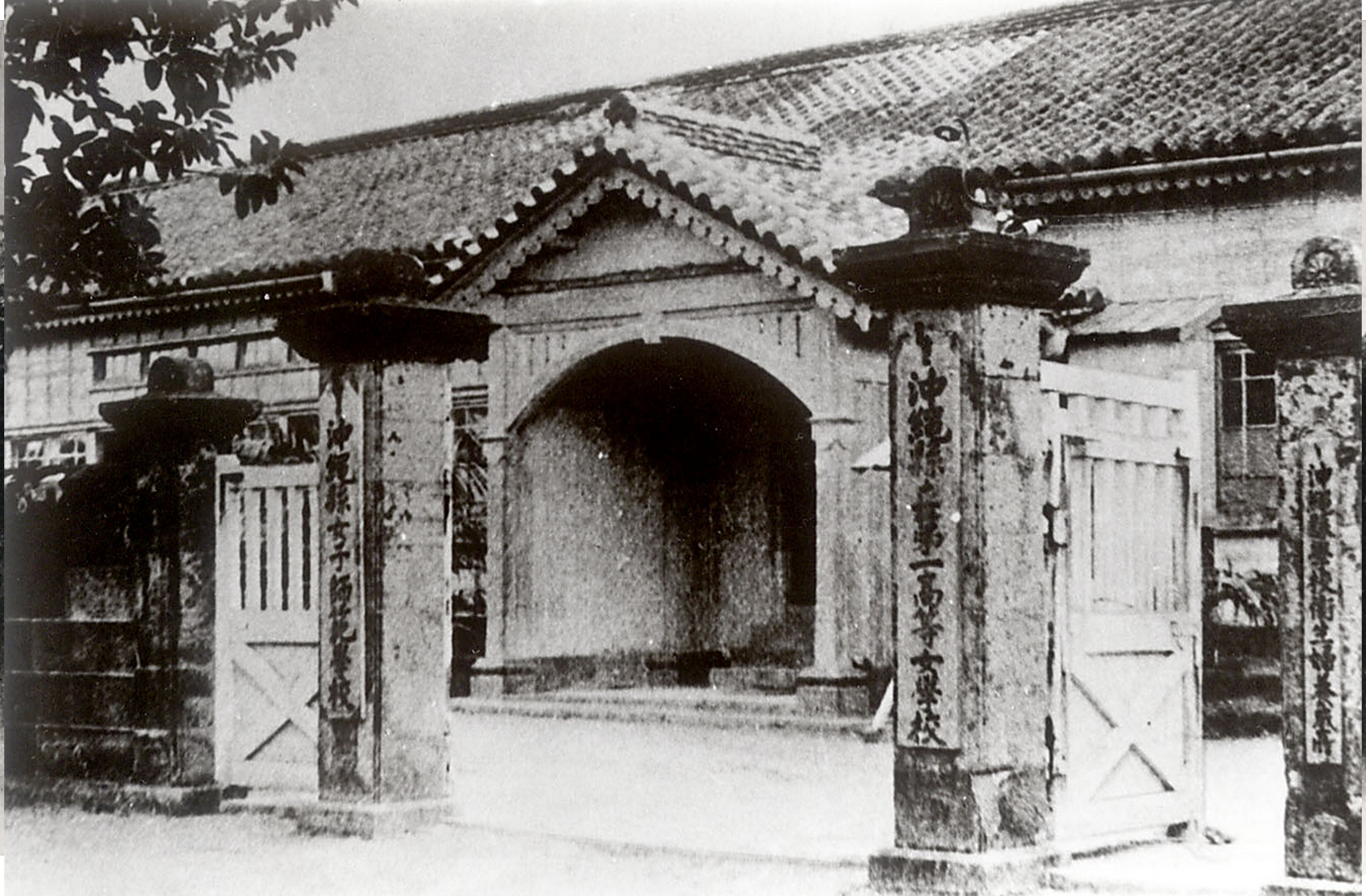
正門には左側に「沖縄県女子師範学校」、右側に「沖縄県立第一高等女学校」と併記されている。

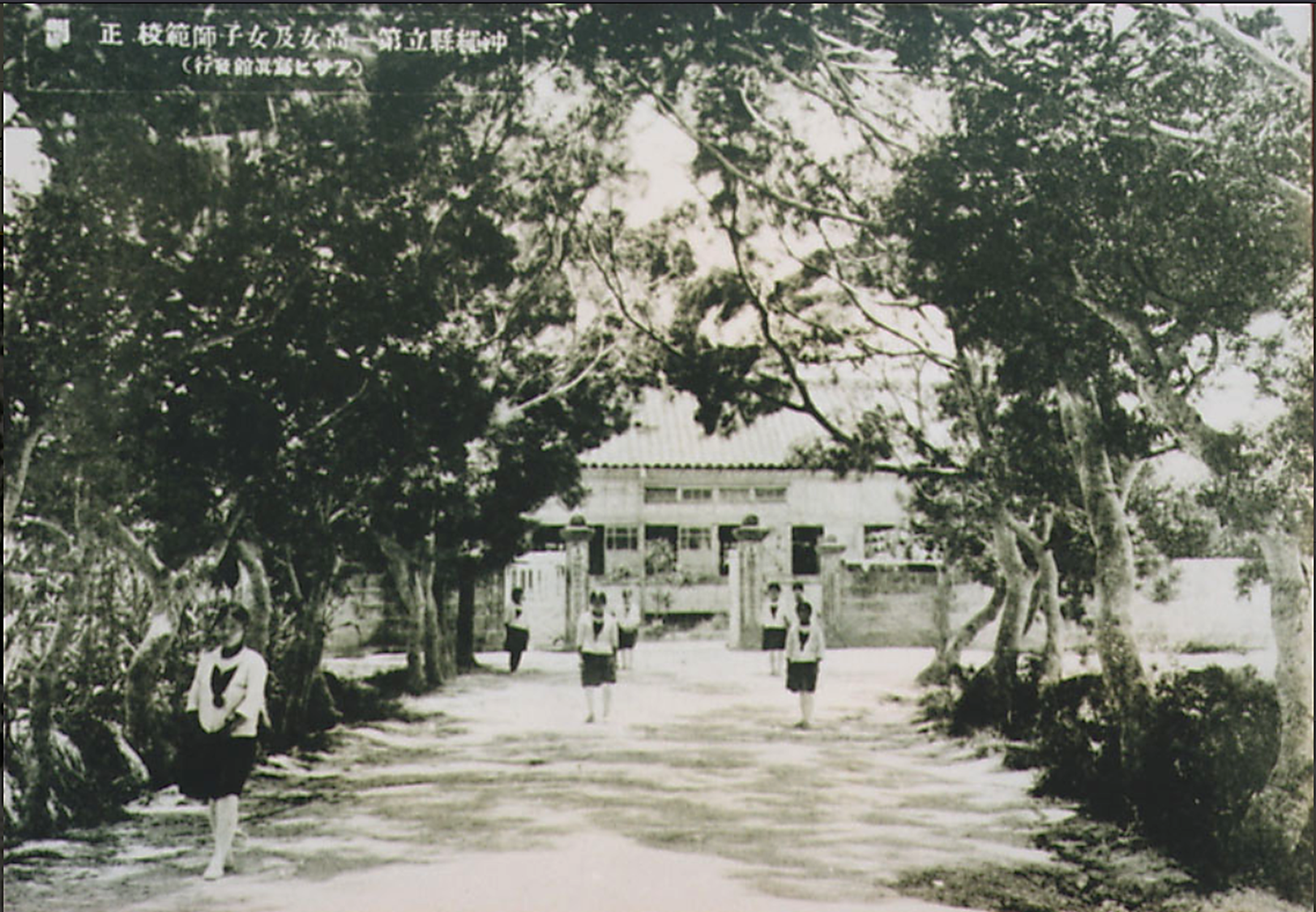
相思樹並木のむこうの正門

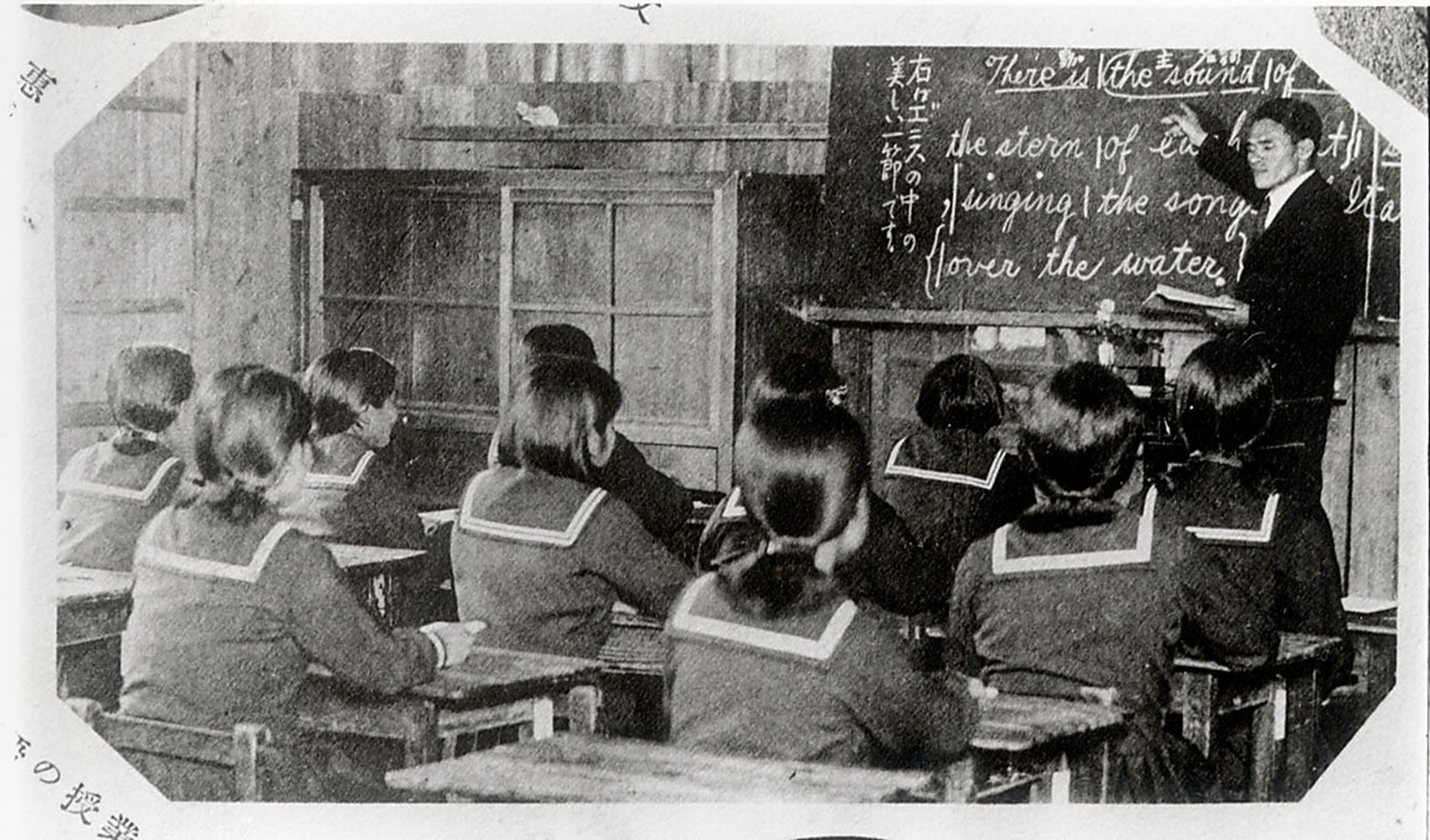
1941年まであった英語の授業

沖縄県立第一高等女学校（おきなわけんりつ だいいちこうとうじょがっこう）は、かつて沖縄県島尻郡真和志間切安里村（現・那覇市）にあった県立高等女学校。略称は「一高女」。

## 沿革
- 1900年6月20日 - 私立沖縄高等女学校設立[3]。
- 1903年4月1日 - 県立沖縄高等女学校が沖縄師範学校内にて開校[4]。
- 1903年4月2日 - 私立沖縄高等女学校が廃止され、県立沖縄高等女学校が沖縄県立高等女学校に改称[1][5]。
- 1906年10月27日 - 大運動会。
- 1907年 - 校友会誌乙姫第1号発刊。
- 1907年8月13日 - 沖縄県島尻郡真和志町間切安里村への移転が認可される[6]。
- 1907年9月29日 - 第1回同窓会。
- 1908年2月15日 - 記録上最古の学芸会。
- 1908年10月28日 - 移転。
- 1908年11月1日 - 校舎竣工移転。
- 1912年4月2日 - 10周年記念会。
- 1913年12月25日 - 終業式後職員生徒で忘年会。
- 1915年3月3日 - 沖縄県女子師範学校との併置が認可される[7]。
- 1915年6月25日 - 連合学芸会。
- 1916年1月12日 - 沖縄県女子師範学校が移転し、並置となる。
- 1918年3月28日 - 初の県外修学旅行。
- 1922年 - 全校生徒自治会で「女学生の制服として和服と洋服と何れが可なりや」との議題が提案。賛否激しい議論に。
- 1923年 - 職員会で制服制定の件で洋服和服自由期間を設ける。半年でほぼ全員が洋服に。
- 1926年 - 制服がセーラー服に正式決定。
- 1927年 - 姫百合第1号発刊。
- 1927年 - 姫百合会発足（校友会で、本校の校友会と女子師範学校の学友会が合同）。
- 1928年3月31日 - 沖縄県立第一高等女学校に改称[8]。
- 1928年4月6日 - 農場設置。
- 1932年 - 制服改善運動。あるクラスの学級会で議題 → 庶務係会にかけられる → 全校の研究課題に → 職員会に生徒が実物見本を作製・提案し絶賛され決定される。この顛末は学芸会の劇にもなった。
- 1935年12月1日 - 12月3日 - 一高女25周年記念式と諸行事（祝賀会・展覧会・バザー・寄宿舎公開・同窓会・記念映写会・物故者の慰霊祭・音楽会・運動会）。
- 1941年 - それまで自由だった髪型が1年生おかっぱ、2年生分け髪、3年生分けて結ぶ、4年生三つ編みと決められた。
- 1941年 - この年の入学生から、セーラー服がへちま襟に変更。
- 1942年6月1日 - 学校放送開始。
- 1942年 - この年の後半から通学がスカートの代わりにもんぺ着用になる。
- 1943年 - プール竣工。
- 1945年3月23日 - 米軍の沖縄上陸作戦開始。
- 1945年3月24日 - 姫百合学徒隊出発式。
- 1945年3月29日 - 校舎灰燼に帰す。
- 1945年6月18日 - 学徒隊解散命令。
- （沖縄戦により壊滅・廃校）

## 行事・課外活動・事件
5月に波上宮の例大祭に参加。ある年ミルクセーキ事件が起きた。

### クラブ活動
籠球部（バスケットボール部）
お琴部

### 修学旅行
1918年から毎年3月に、1ヶ月近くかけて行った。1918年の場合は九州・山陽・関西・名古屋・東京・日光に行った。1939年10月は短縮され、これが最後の修学旅行となった。「…東京は防空演習で僅かに明るいのがゴーストップの赤と緑の電燈だけ…」という状況もあった。

## その他
- 創立記念日は4月2日であった[9]。
- 学校の門前に勉強堂という文房具店があり、菓子も扱っていたことから、よく女子生徒がたむろしていた。
- 白紙同盟 - 試験中に紙切れが回ってきて、全員が白紙で提出することが時々行われ、先生を泣かせたこともあった。